# Campeonato Acriano Segunda Divisão
Il Campeonato Acriano Segunda Divisão è il secondo livello calcistico nello stato dell'Acre, in Brasile. Nell'era amatoriale, il campionato fu disputato solo tre volte. Dal 2011, il campionato è diventato professionistico, ed è stato nuovamente disputato dopo un intervallo di 34 anni.
Alla fine della stagione 2018, il campionato è stato abolito al fine di aumentare il livello e la visibilità della prima divisione.

## Titoli per squadra
| Squadra       | Città            | Titoli     | Titoli         | Titoli |
| Squadra       | Città            | Amatoriali | Professionisti | Totale |
| ------------- | ---------------- | ---------- | -------------- | ------ |
| Andirá        | Rio Branco       | 0          | 2              | 2      |
| ADESG         | Senador Guiomard | 0          | 1              | 1      |
| Amax          | Xapuri           | 0          | 1              | 1      |
| Botafogo      | Rio Branco       | 1          | 0              | 1      |
| Floresta      | Rio Branco       | 1          | 0              | 1      |
| Galvez        | Rio Branco       | 0          | 1              | 1      |
| Humaitá       | Porto Acre       | 0          | 1              | 1      |
| Independência | Rio Branco       | 0          | 1              | 1      |
| São Francisco | Rio Branco       | 1          | 0              | 1      |
| Vasco da Gama | Rio Branco       | 0          | 1              | 1      |